# Cabana Tschierva
A Cabana Tschierva é uma  refúgio de montanha que fica na Alta Engadina na Cordilheira Bernina do  cantão dos Grisões, Suíça.
A  2 583 m de altitude a cabana encontra-se no flanco meridional do Glaciar Tschierva e pertence ao Clube alpino suíço.

## Etimologia
Com o mesmo nome Tschierva, que quer dizer cervo (veado), existe o Piz Tschierva, o Glaciar Tschierva e a cabana Tschierva no flanco meridional do glaciar.

## Acesso
Para se chegar à cabana, o acesso faz-se por Pontresina depois de 3H 1/2 de marcha, e da qual se pode facilmente atingir :
- Piz Bernina pelo Biancograt
- Piz Morteratsch
- Piz Tschierva
- Piz Roseg
- Piz Scerscen